# Estes Kefauver
Carey Estes Kefauver (Madisonville, Tennessee, 26 de julho de 1903 — Bethesda, Maryland, 10 de agosto de 1963) foi um político dos Estados Unidos da América, filiado no Partido Democrata, e senador pelo Tennessee entre 1949 e 1963. Opunha-se à concentração do poder económico e político por uma elite rica.
Em 1950, presidiu a uma comissão senatorial sobre o crime organizado, que obrigou ao testemunho de líderes do crime como Frank Costello e Joe Adonis.
Procurou ser o candidato do seu partido à presidência na eleição presidencial de 1952 e na eleição presidencial de 1956, mas perdeu por pouco as eleições primárias para Adlai Stevenson, em ambas as ocasiões. Foi o candidato à vice-presidência de Adlai Stevenson na segunda.
Kefauver morreu de aneurisma.